# مانفرد گرمار
مانفرد گرمار (آلمانی: Manfred Germar؛ زادهٔ ۱۰ مارس ۱۹۳۵) دونده سرعت اهل آلمان است.
وی همچنین برندهٔ جوایزی همچون شخصیت ورزشی سال آلمان و برگ بوی نقره‌ای شده‌است.